# Pratolungo
Il fosso di Pratolungo è un piccolo affluente di destra del fiume Aniene, nel Lazio centrale.

## Percorso
Ha origine nei pressi di Sant'Angelo Romano, a nord-est di Roma. Prosegue parallelo all'Autostrada A1 (tratto Fiano Romano-San Cesareo) e quindi raggiunge Fonte Nuova (nella frazione Santa Lucia) dove costeggia a tratti la via Palombarese e incontra il suo affluente Fosso di valle Cavallara originatosi nei pressi del Romitorio (Casali di Mentana) 
Traversata via di Sant'Alessandro a Roma, (che lo scalvalca con un piccolo ponte d'epoca romana), oltrepassa il GRA e la via Tiburtina, confluendo all'Aniene in località Tor Cervara.

## Attuali condizioni
Le acque del fosso versano in condizioni di pessima qualità, a causa della presenza di scarichi civili lungo tutta l'asta fluviale.
Ammassi di schiuma, cattivo odore e organismi tipici di acque inquinate (vermi Tubificidae di un rosso acceso) ne denunciano lo stato di degrado.